# Presa di Crotone
La presa di Crotone avvenne nel 295 a.C. e fu perpetrata dall'esercito siracusano posto ai comandi del basileus Agatocle.

## L'assedio e l'eccidio dei cittadini maschi

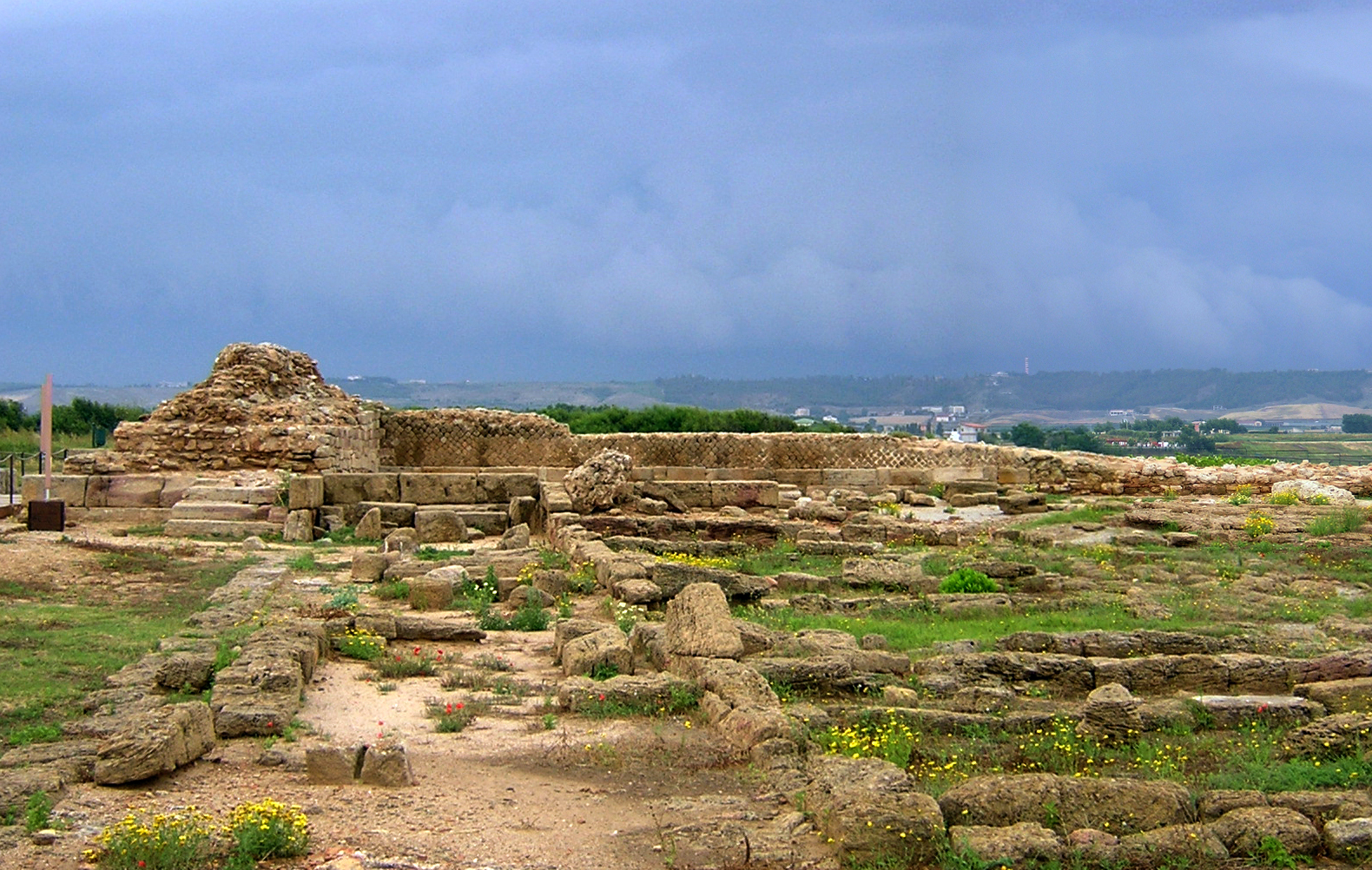
Sito archeologico crotoniate

Ufficialmente Agatocle era tornato in Italia perché aveva concluso un'alleanza con l'Epiro: Cassandro era morto nel 297 a.C. e Pirro, dopo aver sposato una figliastra del re egizio Tolomeo, Antigone (che era sorella della moglie di Agatocle, Teossena), si era legato alla corte tolemaica e aveva ottenuto il consenso e il sostegno di Alessandria per fare ritorno in Adriatico (secondo alcuni studiosi, dati gli stretti rapporti tra questi basilei, Agatocle prese parte alla lotta che rimise Pirro sul trono d'Epiro, anche se nelle fonti primarie non se ne è conservata memoria). 
Adesso il re epirota stava per contrarre il suo secondo matrimonio con la figlia di Agatocle: Lanassa, per cui il basileus siracusano era giunto con le sue navi a Crotone perché da qui, disse a Menedemo - tiranno della polis e suo alleato -, stava per passare la scorta reale che accompagnava la principessa in Epiro; non doveva quindi allarmarsi Crotone alla vista dell'imponente sfilata della flotta siracusana (ed effettivamente in epoca ellenistica la sposa veniva scortata da un vasto dispiegamento di mezzi militari).
Ma l'allentamento della tensione delle forze crotoniate faceva parte del piano di conquista di Agatocle: egli fece circondare completamente la polis e fece costruire un teichos (muro di legno), affinché i Bruzi, che controllavano il retroterra montano, non potessero correre in soccorso dei Crotoniati (Menedemo era infatti un amico dei Bruzi; con essi portava avanti una politica d'intesa). Ricevuti con la forza all'interno della città, i Siracusani saccheggiarono le case e uccisero gli abitanti maschi. Dopodiché Agatocle lasciò un presidio armato e andò a dialogare con le popolazioni apule.

## Conseguenze
La traumatica presa di Crotone era anzitutto un messaggio per i Bruzi: Agatocle li aveva appena sottratto una delle città più ricche della Magna Grecia, con la quale essi avevano un florido rapporto per la commercializzazione delle loro materie prime (il porto di Crotone era infatti, dopo quello di Taranto, il più importante dell'Italia antica), inoltre Agatocle, in ottica anti-punica, aveva bisogno di assicurarsi il totale controllo di Crotone (da qui l'atto di violenza), poiché essa era una delle città dove maggiormente confluivano i beni di prima necessità che Cartagine adoperava per militarizzarsi (il legno della Sila, la pece, i minerali dell'alta valle dello Stilaro) ed era altresì fondamentale per assicurarsi il pieno controllo dell'area ionico-adriatica.